# Cothelstone
Cothelstone is een civil parish in het bestuurlijke gebied Somerset West and Taunton, in het Engelse graafschap Somerset met 111 inwoners.